# 안톤 코발레우스키
안톤 볼로디미로비치 코발레우스키(우크라이나어: Анто́н Володи́мирович Ковале́вський, 1985년 3월 9일~)는 우크라이나의 피겨스케이팅 선수이다. 2006년과 2010년 동계 올림픽에 우크라이나 국가대표로 참가했다.